# I-divisioona 2022
La I-divisioona 2022 è la 40ª edizione del campionato di football americano di secondo livello, organizzato dalla SAJL.

## Squadre partecipanti
| Club           | Città   | Stadio | Sponsor ufficiale | Risultato nella stagione 2021 |
| -------------- | ------- | ------ | ----------------- | ----------------------------- |
| Pori Bears     | Pori    |        |                   |                               |
| Tampere Saints | Tampere |        |                   |                               |
| Vantaan TAFT   | Vantaa  |        |                   |                               |
| Wasa Royals    | Vaasa   |        |                   |                               |

## Stagione regolare

### Calendario

#### 1ª giornata
| Pori 16 luglio 2022, ore 14:00 | Pori Bears  | 6 – 21 (0-0 0-14 6-7 0-0) referto | Vantaan TAFT | Porin urheilukeskus\| Arbitro: \| Schroederus \| |
| Arbitro:                       | Schroederus |                                   |              |                                                  |

| Vaasa 17 luglio 2022, ore 14:00 | Wasa Royals | 49 – 0 (13-0 8-0 14-0 14-0) referto | Tampere Saints | Kaarlen kenttä (280 spett.)\| Arbitro: \| P. Roimela \| |
| Arbitro:                        | P. Roimela  |                                     |                |                                                         |

#### 2ª giornata
| Tampere 23 luglio 2022, ore 17:30 | Tampere Saints | 41 – 20 (14-6 20-6 0-0 7-8) referto | Pori Bears | Pyynikin urheilukenttä (306 spett.)\| Arbitro: \| J. Lehtinen \| |
| Arbitro:                          | J. Lehtinen    |                                     |            |                                                                  |

| Vantaa 23 luglio 2022, ore 18:30 | Vantaan TAFT | 28 – 56 (14-14 0-14 14-22 0-6) referto | Wasa Royals | Myyrmäen jalkapallostadion |

#### 3ª giornata
| Vaasa 31 luglio 2022, ore 14:00 | Wasa Royals | 48 – 0 (14-0 14-0 13-0 7-0) referto | Pori Bears | Kaarlen kenttä (300 spett.)\| Arbitro: \| Ni. Olsson \| |
| Arbitro:                        | Ni. Olsson  |                                     |            |                                                         |

| Vantaa 31 luglio 2022, ore 19:00 | Vantaan TAFT | 21 – 7 (7-7 7-0 7-0 0-0) referto | Tampere Saints | Myyrmäen jalkapallostadion (202 spett.) |

#### 4ª giornata
| Vantaa 6 agosto 2022, ore 15:00 | Vantaan TAFT  | 21 – 0 (7-0 7-0 7-0 0-0) referto | Pori Bears | Tikkurilan urheilupuisto (140 spett.)\| Arbitro: \| M. Makarainen \| |
| Arbitro:                        | M. Makarainen |                                  |            |                                                                      |

| Tampere 6 agosto 2022, ore 17:30 | Tampere Saints | 7 – 41 (0-7 7-14 0-13 0-7) referto | Wasa Royals | Pyynikin urheilukenttä (292 spett.)\| Arbitro: \| J. Kalliokoski \| |
| Arbitro:                         | J. Kalliokoski |                                    |             |                                                                     |

#### 5ª giornata
| Vaasa 13 agosto 2022, ore 14:00 | Wasa Royals | 55 – 14 (14-0 14-7 7-7 20-0) referto | Vantaan TAFT | Kaarlen kenttä (250 spett.)\| Arbitro: \| J. Kalevo \| |
| Arbitro:                        | J. Kalevo   |                                      |              |                                                        |

| Pori 13 agosto 2022, ore 18:00 | Pori Bears     | 6 – 36 (6-0 0-15 0-7 0-14) referto | Tampere Saints | Porin urheilukeskus\| Arbitro: \| J. Kalliokoski \| |
| Arbitro:                       | J. Kalliokoski |                                    |                |                                                     |

#### 6ª giornata
| Tampere 20 agosto 2022, ore 17:30 | Tampere Saints | 36 – 19 (0-0 7-13 7-6 22-0) referto | Vantaan TAFT | Pyynikin urheilukenttä (243 spett.)\| Arbitro: \| J. Kalevo \| |
| Arbitro:                          | J. Kalevo      |                                     |              |                                                                |

| Pori 20 agosto 2022, ore 18:00 | Pori Bears    | 0 – 43 (0-14 0-7 0-22 0-0) referto | Wasa Royals | Porin urheilukeskus (185 spett.)\| Arbitro: \| M. Makarainen \| |
| Arbitro:                       | M. Makarainen |                                    |             |                                                                 |

### Classifica
La classifica della regular season è la seguente:
- PCT = percentuale di vittorie, G = partite giocate, V = partite vinte, P = partite perse, PF = punti fatti, PS = punti subiti

| Pos. | Squadra        | PCT   | G | V | N | P | PF  | PS  |
| ---- | -------------- | ----- | - | - | - | - | --- | --- |
| 1    | Wasa Royals    | 1.000 | 6 | 6 | 0 | 0 | 292 | 49  |
| 2    | Tampere Saints | .500  | 6 | 3 | 0 | 3 | 127 | 156 |
| 3    | Vantaan TAFT   | .500  | 6 | 3 | 0 | 3 | 124 | 160 |
| 4    | Pori Bears     | .000  | 6 | 0 | 0 | 6 | 32  | 210 |

## XXXVIII Spagettimalja
| Arbitri: | R-V Suojanen S. Carlsson H. Hogman J-P Schroderus P. Roimela |

| |           |                                                                       |
| Barrow 8':16" Q2 (TD) 1yd run Jalloh 4':42" Q2 (TD) 88yd pass from Haapamäki Barrow 2':18" Q2 (TD) 26yd pass from Haapamäki T. Suoste 7':55" Q3 (TD) 7yd run Barrow 2':08" Q3 (TD) 38yd pass from Haapamäki R. Viinamaki Q3 (tpc) pass from Haapamäki Barrow 7':11" Q4 (TD) 1yd run | Marcatori | E. Ojala 3':46" Q4 (TD) 22yd pass from T. Palmer J. Tuhkanen Q4 (pat) |

## Verdetti
- Wasa Royals Vincitori dello Spagettimalja 2022

## Marcatori
| Giocatore     | Sq.            | TD rush | TD recv | TD int | TD p.ret | TD k.ret | TD oth | Xp1  | Xp2 | FG | Saf | Totale |
| ------------- | -------------- | ------- | ------- | ------ | -------- | -------- | ------ | ---- | --- | -- | --- | ------ |
| Barrow        | Wasa Royals    | 5+2     | 7+2     | 0      | 0        | 0        | 0      | 32   | 2   | 0  | 0   | 132    |
| Jalloh        | Wasa Royals    | 6       | 5+1     | 0      | 1        | 0        | 0      | 0    | 0   | 0  | 0   | 78     |
| Suoste        | Wasa Royals    | 8+1     | 1       | 0      | 0        | 0        | 0      | 0    | 0   | 0  | 0   | 60     |
| M. Hyytiainen | Vantaan TAFT   | 0       | 7       | 0      | 0        | 1        | 0      | 0    | 0   | 0  | 0   | 48     |
| T. Palmer     | Tampere Saints | 7       | 0       | 0      | 0        | 0        | 0      | 0    | 1   | 0  | 0   | 44     |
| E. Ojala      | Tampere Saints | 0       | 4+1     | 0      | 0        | 0        | 0      | 0    | 0   | 0  | 0   | 30     |
| 2 giocatori   | 24             |         |         |        |          |          |        |      |     |    |     |        |
| M. Airaksinen | Tampere Saints | 3       | 0       | 0      | 0        | 0        | 0      | 0    | 0   | 0  | 0   | 18     |
| Tuhkanen      | Tampere Saints | 0       | 0       | 0      | 0        | 0        | 0      | 15+1 | 0   | 0  | 0   | 16     |
| L. Minkkinen  | Vantaan TAFT   | 0       | 0       | 0      | 0        | 0        | 0      | 15   | 0   | 0  | 0   | 15     |
| Haapamäki     | Wasa Royals    | 2       | 0       | 0      | 0        | 0        | 0      | 0    | 1   | 0  | 0   | 14     |
| 3 giocatori   | 12             |         |         |        |          |          |        |      |     |    |     |        |
| R. Herbin     | Pori Bears     | 1       | 0       | 0      | 0        | 0        | 0      | 0    | 1   | 0  | 0   | 8      |
| E. Hiltunen   | Tampere Saints | 0       | 1       | 0      | 0        | 0        | 0      | 1    | 0   | 0  | 0   | 7      |
| 10 giocatori  | 6              |         |         |        |          |          |        |      |     |    |     |        |
| 3 giocatori   | 2              |         |         |        |          |          |        |      |     |    |     |        |

- Miglior marcatore della stagione regolare: Barrow ( Wasa Royals), 108
- Miglior marcatore dei playoff: Barrow ( Wasa Royals), 24
- Miglior marcatore della stagione: Barrow ( Wasa Royals), 132

## Passer rating
La classifica tiene in considerazione soltanto i quarterback con almeno 10 lanci effettuati.
| Giocatore      | Sq.            | G   | Att    | Comp  | Int | Yds     | TD   | NFL    | NCAA   |
| -------------- | -------------- | --- | ------ | ----- | --- | ------- | ---- | ------ | ------ |
| Haapamäki      | Wasa Royals    | 5+1 | 66+27  | 44+14 | 5+0 | 972+328 | 11+3 | 123,32 | 218,71 |
| Jalloh         | Wasa Royals    | 6   | 68     | 38    | 3   | 453     | 8    | 97,24  | 141,84 |
| T. Khodir      | Vantaan TAFT   | 6   | 179    | 84    | 12  | 1068    | 13   | 62,33  | 107,60 |
| T. Palmer      | Tampere Saints | 6+1 | 138+26 | 61+7  | 5+1 | 948+53  | 7+1  | 63,08  | 101,51 |
| Olney          | Pori Bears     | 6   | 139    | 45    | 7   | 464     | 2    | 26,78  | 55,09  |
| S. Karjalainen | Pori Bears     | 1   | 1      | 1     | 0   | 2       | 0    |        |        |
| A. Parizek     | Pori Bears     | 1   | 1      | 0     | 0   | 0       | 0    |        |        |

- Miglior QB della stagione regolare: Haapamäki ( Wasa Royals), 230,22
- Miglior QB dei playoff: Haapamäki ( Wasa Royals), 190,56
- Miglior QB della stagione: Haapamäki ( Wasa Royals), 218,71